# Nagpur (ciutat)
Nagpur (marathi mr|नागपूर) és una ciutat i corporació municipal de l'Índia, la segona capital de l'estat de Maharashtra. Té les funcions comercials i polítiques més importants de la regió de Vidarbha i és la tretzena ciutat més poblada de l'Índia, amb una població de 2,3 milions d'habitants. Aquesta ciutat és coneguda a tot el país amb el nom de Santra Nagari pel seu cultiu de taronges d'alta qualitat. La corporació municipal té una extensió d'uns 220 km².
La ciutat és la segona més neta i verda de l'Índia, després de Bangalore i no té molta delinqüència, sent una de les ciutats més segures del país. Té una aigua de molta qualitat, però amb restriccions d'electricitat que duren de dos a quatre hores per la manca de centrals elèctriques. La major part de la població de Nagpur és de classe mitjana, però en els últims anys ha augmentat la població de milionaris.

## Etimologia
El seu nom deriva del riu Nag, afluent de Kanhan. Nag vol dir en marathi "cobra" perquè el riu serpenteja com una cobra.

## Història
A la regió de Nagpur hi ha restes d'entre el 3000 aC i el 800 aC entre els quals les tombes de Drugdhamna pròpies d'una cultura megalítica.
Al segle iii hi governava Vindhyasakti i al segle IV la dinastia Vakataka amb bones relacions amb l'imperi Gupta. El rei vakataka Prithvisena I va traslladar la seva capital a Nagardhan (antiga Nandivardhana), a 28 km de Nagpur.
La història moderna atribueix la fundació a Bakht Buland, raja gond de Deogarh a l'inici del segle xviii. El 1738 o 1739 Raghuji I Bhonsle, un cap maratha, va rebre el territori (un terç del regne) de la rani regent de Deogarh, en agraïment per haver expulsat del tron a un usurpador, i va fixar la seva residència a Nagpur (abans residia a Bham fora del regne gond); els altres dos terços van quedar per als dos pupils de la rani. El 1743 Raghuji va establir el seu poder sobre tot el regne de Deogarh conegut en endavant com regne de Nagpur; els rages gond van subsistir pensionats fins al final d'aquest regne (1853) i després van continuar pensionats pels britànics. El 1803 Raghuji II fou derrotat pels britànics a Assaye i Nandgaon i va haver de signar un tractat que posava el país sota influència britànica.
El 1816 Appa Sahib va rebre ajut britànic per donar un cop d'estat que el va portar a la regència, i va signar el tractat de l'aliança subsidiària que posava fi a la independència de l'estat que en endavant fou un protectorat britànic. Appa Sahib es va voler desfer dels britànics (1817) i les seves forces foren derrotades a Sitabuldi; Appa Sahib va seguir planejant la lluita contra els britànics d'acord amb el peshwa maratha i fou arrestat (març de 1818) i encara que va poder fugir, el poder a Nagpur va quedar totalment en mans del resident britànic. Un jove príncep nomenat pels britànics el 1818, Raghuji III, va signar un nou acord el 1826 i va rebre alguns poders representatius fins a la seva mort el 1853. El 1854 l'estat fou annexionat i Nagpur va esdevenir capital de la província de Nagpur; el 1861 es van formar les Províncies Centrals amb la de Nagpur i un altre territori. El 1864 es va formar la municipalitat.
El 1903 va passar a ser capital de les Províncies Centrals i Berar. El 1947 va esdevenir una província de l'Índia que va agafar el nom de Madhya Bharat, estat el 1950, del qual fou la capital. El 1956 Madhya Bharat es va unir al principat de Bhopal i va formar Madhya Pradesh i la regió de Vidarbha de la que Nagpur formava part, fou agregada a l'estat de Bombai que després fou rebatejat Maharashtra i fou declarada segona capital de l'estat.

## Clima

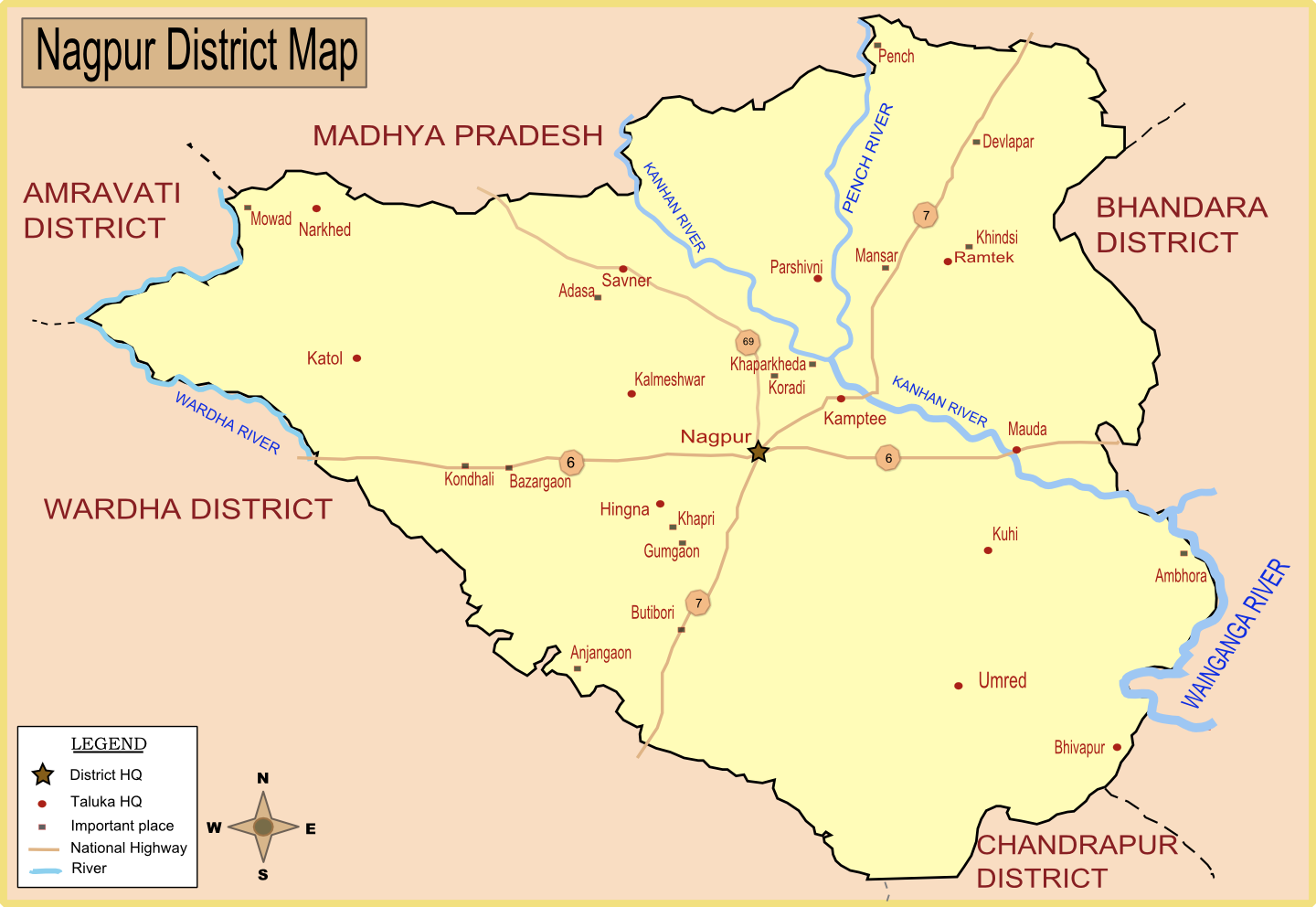
Mapa del districte de Nagpur

## Administració
Nagpur està sota administració de Corporació Municipal de Nagpur (NMC) democràticament elegida. La ciutat està dividida en deu zones i 136 seccions o wards, cadascun dels quals representat per un membre dins de la corporació. Els electes elegeixen l'alcalde (major).

## Demografia

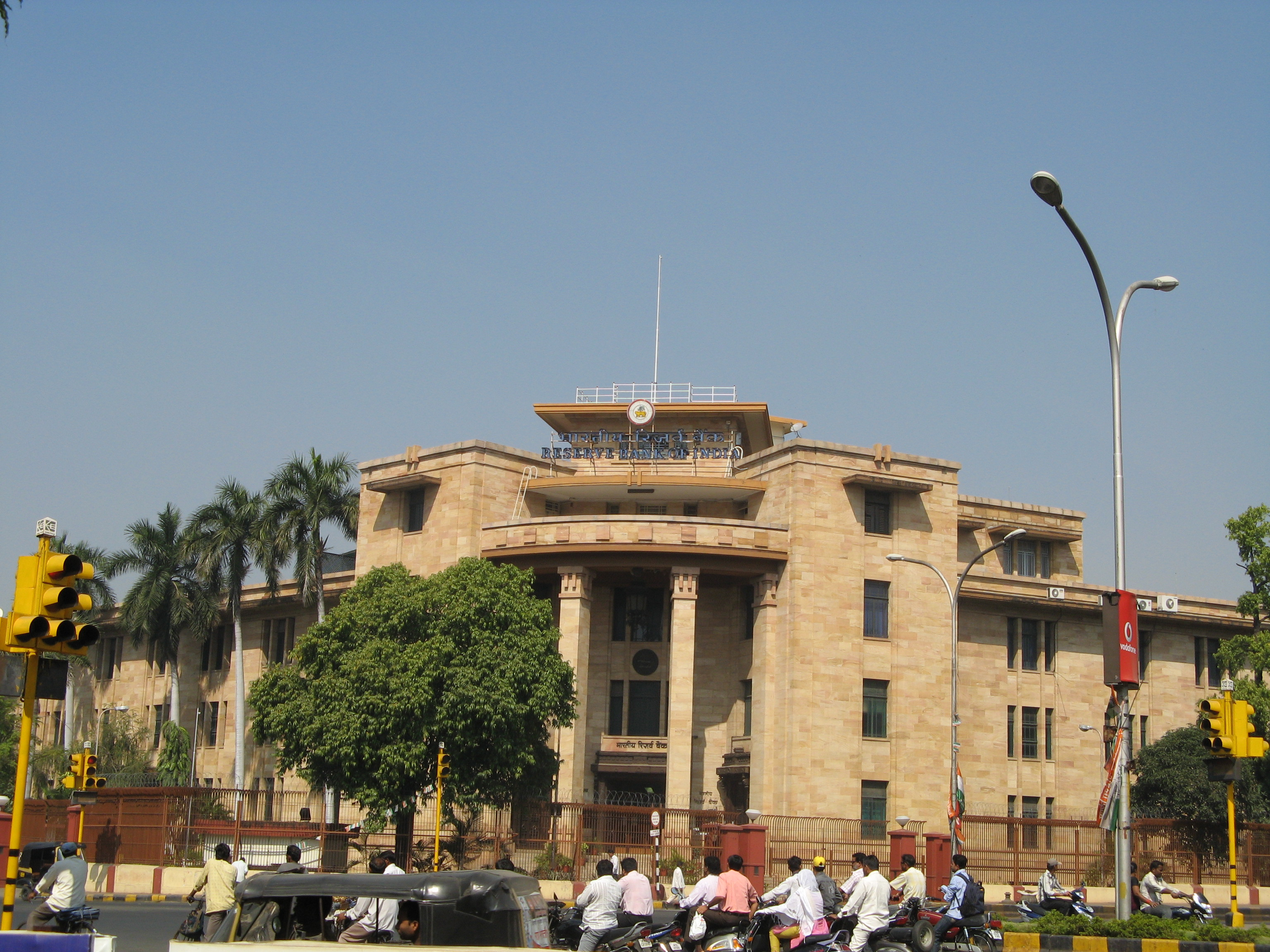
Nagpur, el Reserve Bank of India

- 1872: 84.441
- 1881: 98.229
- 1891: 117.014
- 1901: 127.734
- 1981: 1.219.500
- 1991: 1.664000
- 2001: 2.321.200

## MIHAN
Nagpur gaudeix d'un "Multi-modal International Cargo Hub and Airport at Nagpur" conegut com a MIHAN, encara en desenvolupament, mercès al seu boom economic.

## Universitats
Nagpur és un centre principal educatiu a l'Índia Central destacant la Universitat de Nagpur; gaudeix també de diversos Col·legis superiors.

## Transport
Important centre ferroviari i de comunicacions per carretera (que inclou l'autopista alternativa en construcció fins a Bombai). L'aeroport de Sonegaon fou elevat a internacional el 2005 i rebatejat Dr. Babasaheb Ambedkar International Airport.

## Festes
Nagpur té una festa molt important, el Ram Navami que se celebra a finals de març o principis d'abril. Acull espectaculars shobha yatra i moltes carrosses que tracten sobre el Ramayana